# 姚士登
莫里斯·約斯滕斯男爵（荷蘭語：Maurice Joostens，1862年9月23日—1910年7月21日），漢名姚士登，比利時外交家，專職起草條約。比利時欽差駐紮中華及暹羅便宜行事全權大臣（1900-01）任內簽署《辛丑和約》為八國聯軍之役善後、比利時駐西班牙特命全權公使（1904-10）任內簽署《阿爾赫西拉斯會議決議書》為第一次摩洛哥危機善後、簽署《比屬剛果制誥》令比利時吞併剛果自由邦。與比利時國王利奥波德二世最信賴的外交家。外交生涯以在北京那一年最聞名，成功開辟天津比租界，而且和議期間他的外交活動令歐洲大國開始留意到比利時的商人與傳教士在華的存在感。清朝授御赐双龙宝星一等三品。

## 生平

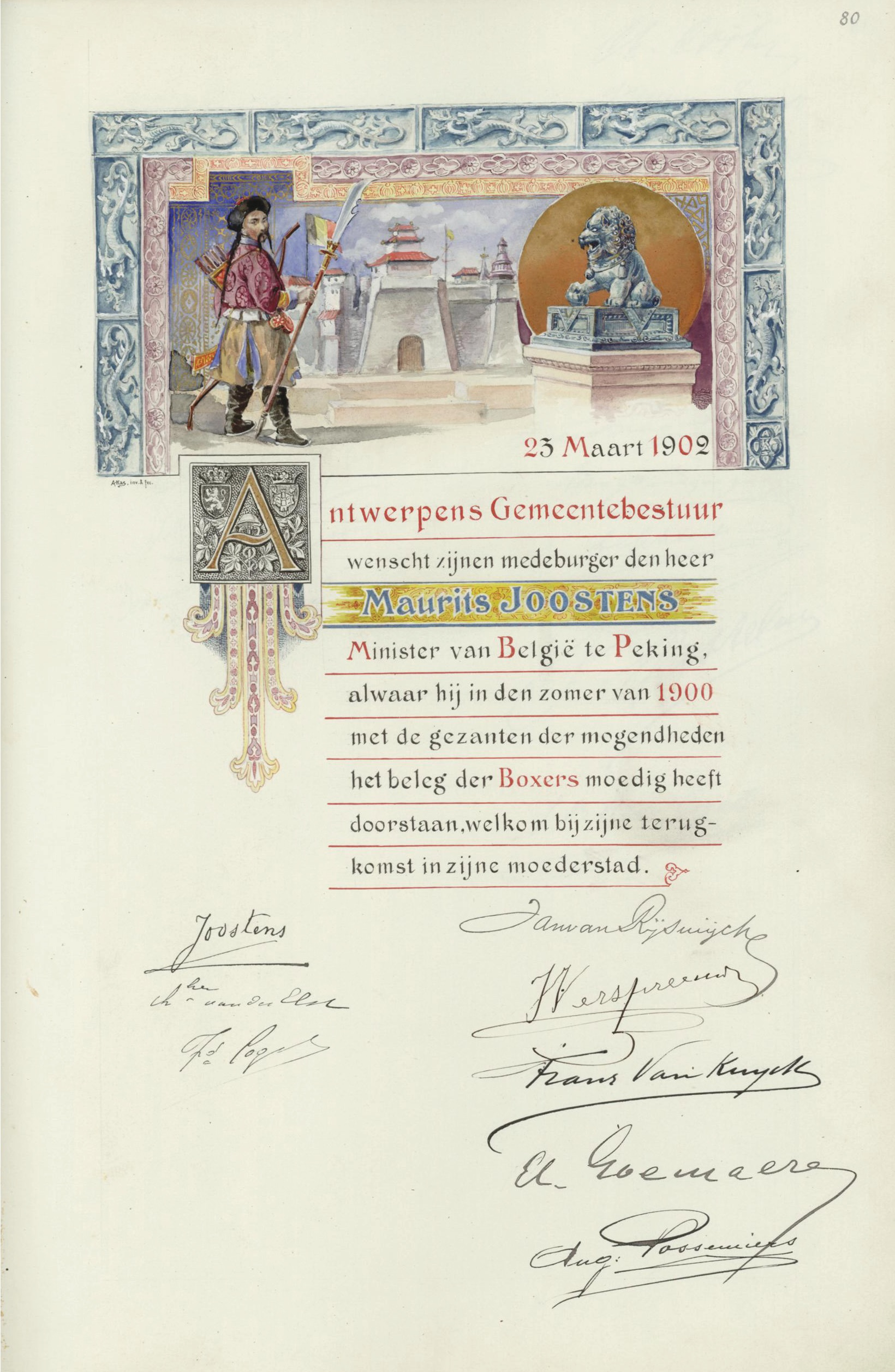
安特衛普市金書（精裝地方誌）記載1902年3月23日安特衛普市民歡迎姚士登從大清北京還鄉。書頁經專業美術設計，姚士登簽署留念。

生於比利時王國安德衛普市Berchem街區。

## 受勳[4]

### 比利時本國
- 1931 : 皇冠勋章骑士大十字勋章[5]
- 利奥波德勋章骑士（1898年）
- 利奥波德勋章军官（1900年）
- 皇冠勋章大军官
- 比利时男爵世袭头衔（1904年）

### 大清
- 御赐双龙宝星一等三品

### 西班牙
- 查理三世勋章骑士（1887 年）
- 天主教伊莎贝拉勋章指挥官（1890 年）

### 奧斯曼帝國
- 奥斯曼尼耶勋章（英语：Order of Osmanieh）指挥官 (1890)
- 迈吉迪耶勋章（英语：Order of Medjidie）大军官 (1891)

### 瑞典
- 圣奥拉夫（英语：Order of St. Olav）大十字勋章 (1907)